# 子連れ信兵衛
『子連れ信兵衛』（こづれしんべえ）は、日本の時代劇。NHK BSプレミアム「BS時代劇」で2015年11月13日から12月18日まで放送された。全6話。
江戸・木挽町の長屋・十六店（じゅうろくだな）を舞台に、剣術の腕がたち道場破りで日銭を稼いで暮らす浪人・松村信兵衛が、ひょんな成り行きから世話することとなった他人の赤ん坊の子育てに奮闘しつつ、長屋の界隈に巻き起こる様々な問題を解決するために奔走する姿を描く。原作は山本周五郎『人情裏長屋』。主演は高橋克典。
前作から1年後を舞台としたシリーズ2『子連れ信兵衛2』が同枠にて2016年11月11日から12月23日まで放送された。全7話。
同枠にてシリーズ1が2018年3月9日から4月13日まで、シリーズ2が2019年9月13日から10月25日まで再放送されたほか、NHK総合「土曜時代ドラマ」にて両シリーズが2020年9月19日から12月26日まで放送されていた。

## あらすじ
木挽町の十六間長屋に住む浪人・松村信兵衛は、酒好きで剣の達人。道場破りで荒稼ぎをしては長屋の住人の家賃を肩代わりしたり、気の合う人々と酒を飲んだりという気ままな独り暮らしをしていた。しかし、なぜ浪人になったのか、その素性は謎に包まれている。同じ長屋に住む娘・おぶんはそんな彼の世話を焼いている。
気ままな暮らしを続けていた信兵衛の日常は、長屋に沖石主殿という浪人とその息子である赤子・鶴之助が引っ越してきたことから一変する。沖石はお家取り潰しに遭ったうえ妻に先立たれ、この長屋へ越してきたのだという。翌日、沖石は信兵衛に宛てた「鶴之助を頼む」という主旨の内容を書いた置手紙と鶴之助を残し、どこかへと去ってしまう。信兵衛は、鶴之助の親代わりとなることを決意、同時に酒を断つことを決める。
その日の夜のこと、おぶんの祖父で夜鷹蕎麦屋を営む重助が数人の男たちに襲われ、怪我をするという事件が起きる。ここ数日、町では武士の集団が因縁をつけて町人たちを襲うという事件が続発、重助を襲ったのも同じ武士たちの疑いが強まった。信兵衛は、重助が襲われた場所が親父橋の近くだったということから、かつて道場破りのために訪れた折笠道場が関係しているのではないかと疑う（第1期・第1話より）。

## 登場人物

### 長屋の人々
松村信兵衛（まつむら しんべえ）
演 - 高橋克典
木挽町の十六間長屋に暮らす酒好きの浪人。剣術の腕がたち、取手呉兵衛（とってくれべえ）を名乗り道場破りをしては日銭を稼いで、長屋の人々に振る舞っていた。沖石が置いて行った赤ん坊・鶴之介（演 - 松本一馬、伊東瑛進）を育てることを決意し、酒を断って、蕎麦屋の屋台を引いて生計を立てている。
鶴之助（つるのすけ）
演 - 松本一馬、伊東瑛進（第1期）
演 - 伊東瑛進、川端蛍、澤田樹希（第2期）
沖石が残していった赤ん坊。
重助（じゅうすけ）
演 - 左とん平
夜鷹そば屋。屋台を信兵衛に引継いでからは蕎麦打ちをしている。
おぶん
演 - 小島梨里杏
重助の孫娘で、重助と2人で暮らしている。信兵衛を「先生」と呼び慕っており、何かと世話を焼く。両親は自身が赤子の頃に火事で亡くなっていたことが第2期第3話で明らかになる。
平七（へいしち）
演 - 鶴田忍
長屋の差配。
おかつ
演 - 川俣しのぶ
平七の女房。
竹造
演 - 及川いぞう
おたえ
演 - 真由子
おちか
演 - 小柳友貴美
万平
演 - 寺井文孝
常
演 - 池田たかひろ
吉
演 - 田井克幸
おりき
演 - 一木美貴子
おまつ
演 - まつむら眞弓

### その他
榎戸誠三郎（えのきど せいざぶろう）
演 - 宮田俊哉
北町奉行所同心。
源吉（げんきち）
演 - 新井康弘
京橋・炭屋河岸の居酒屋・丸源の主人。岡っ引き。榎戸の父親の代から仕えている。
おせい
演 - 長谷直美
丸源の女将。源吉の妻。
沖石主殿（おきいし とのも）
演 - 原田龍二（第1期）
浪人。お家取り潰しにあい、妻に先立たれて、乳飲み子の鶴之助を連れて信兵衛の隣に越してきた。武士として名を上げるため、鶴之助を信兵衛に託して出ていく。
およう
演 - 青山倫子（第1期）
千鳥橋の夜鷹。思い人の真壁左内を斬り殺した松村信兵衛に敵討ちをしようとするが、後に信兵衛が敵討ちの相手ではなかったことを知ることとなる。
浅沼右京之介（あさぬま うきょうのすけ）
演 - 加藤雅也（第1期）
浪人。折笠道場の食客。
本郷美玖（ほんごう みく）
演 - 黒谷友香（第2期）
本郷道場の跡取り娘。父を亡くした後、折笠を介して信兵衛と知り合う。
折笠五郎左衛門（おりかさ ごろうざえもん）
演 - 笹野高史
折笠道場の主。剣の腕はからっきし。
小泉道仙（こいずみ どうせん）
演 - 中村嘉葎雄
町医者。信兵衛のことは彼が子供の頃から知っている。

### ゲスト（第1期）
第1話「やって来た赤ん坊」
- 太田兵庫（折笠道場の師範代） - 小沢和義
- 客（丸源の客） - 柳憂怜
- 寺井（折笠道場の門人） - 安藤彰則
- 橋本（折笠道場の門人） - 渡邉紘平

第2話「髪結い女房の夢」
- おきぬ（髪結い・十六店の住人） - 雛形あきこ
- 庄太（左官・おきぬの亭主） - 須田邦裕
- 栄次（庄太の左官仲間） - 山下徹大

第3話「老いらくの恋」
- 長右衛門（平七の幼なじみ・伊勢屋の隠居） - 堀内正美
- おうの（美人局の常習者・長右衛門の後添え） - 小野ゆり子
- 山脇多聞（浪人） - 黄川田将也

第4話「女は度胸 男は愛嬌」
- 孝太郎（紀州屋の跡取り息子） - 西井幸人
- 孝兵衛（紀州屋の主） - 葛山信吾
- 伊之助（美濃屋の若旦那） - 菅裕輔

第5話「罪作りな母の愛」
- おもん（料亭「たつ乃」の女将・元花魁） - 南野陽子
- おみち（おもんの娘） - 小林涼子
- 銀次（「たつ乃」の板前） - 石垣佑磨
- 仁吉（「たつ乃」の板前） - 大沢健
- 丹波屋（上方の料亭の主） - 本宮泰風

最終話「さらば鶴之助」
- 宇佐美正純（高田藩留守居役） - 磯部勉

### ゲスト（第2期）
第1回「女剣士と子育て侍」
- 助次郎（騙り屋の元締め「たらし屋助次郎」） - 庄野崎謙
- 浜蔵（助次郎の手下） - 森下能幸

第2回「さらわれた赤ん坊」
- 卯之吉（無宿人） - 石井智也
- おさと（卯之吉の女房） - 山下リオ
- 桝田屋惣右衛門（両替商「桝田屋」の主） - 石山輝夫
- 徳兵衛（「桝田屋」の番頭） - 細川純一

第3回「おぶんの涙」
- 捨五郎（美濃屋の奉公人） - 金井勇太
- 彦蔵（美濃屋の妾の子） - 加藤虎ノ介
- 美濃屋七兵衛（酒問屋「美濃屋」の主） - 杜澤たいぶん
- おせき（重助の女房） - 遠藤真理子
- おしま（おぶんの母） - 高橋あゆみ
- 弥助（絵師、おぶんの父） - 片岡信和
- おふじ（彦蔵の情婦） - 渋谷めぐみ
- おつね（煮売屋） - 中村玉緒

第4回「十手の誇り」
- 園部甚太夫（与力） ‐ 伊吹吾郎
- 又八（島帰りの元下手人） ‐ 武田航平
- 田島屋与左衛門（呉服問屋「田島屋」の主） ‐ 東根作寿英

第5回「まことの親子」
- 猪熊川里緒（鶴之助の伯母） ‐ 櫻井淳子
- 猪熊川久右衛門（里緒の夫） ‐ 羽場裕一
- 喜助（水茶屋「喜助茶屋」の主） ‐ おかやまはじめ
- おすず（喜助の娘）、おはつ（おすずの母） ‐ 河内美里（2役）

第6回「約束の白い花」
- 鉄平（窃盗団の下見役） - 向井康二
- おゆう（ゆめ香）（吉原の遊女） - 小川あん
- 伊代吉（窃盗団の頭） - 成田瑛基
- 勘太（窃盗団の一味） - 小平大智
- 由松（窃盗団の一味） - 榎田貴斗

最終回「人質奪還大作戦」
- 猿渡房之介（浪人） - 四方堂亘
- 阿修羅の駒太郎（盗賊の親分） - 坂西良太
- 仁蔵（盗賊の一味） - 濱田和幸
- 宗六（盗賊の一味） - 黒川英二
- 紋次（盗賊の一味） - 増田修一朗

## スタッフ
- 原作 - 山本周五郎『人情裏長屋』
- 脚本 - いずみ玲
- 音楽 - 栗山和樹
- 演出 - 酒井信行、清水一彦
- 制作統括 - 須藤安芸子（C.A.L）、吉永証（NHKエンタープライズ）（第1期）、内田ゆき（NHKエンタープライズ）（第2期）、原林麻奈（NHK）（第1期）、山本敏彦（NHK）（第2期）
- 制作 - NHKエンタープライズ
- 制作・著作 - NHK、C.A.L

## 放送日程

### 第1期
| 各話   | 放送日         | 放送日         | サブタイトル      | 演出     |
| 各話   | BSP            | 総合           | サブタイトル      | 演出     |
| ------ | -------------- | -------------- | ----------------- | -------- |
| 第1話  | 2015年11月13日 | 2020年09月19日 | やって来た赤ん坊  | 酒井信行 |
| 第2話  | 11月20日       | 2020年 9月26日 | 髪結い女房の夢    | 酒井信行 |
| 第3話  | 11月27日       | 2020年10月 3日 | 老いらくの恋      | 清水一彦 |
| 第4話  | 12月04日       | 2020年10月17日 | 女は度胸 男は愛嬌 | 清水一彦 |
| 第5話  | 12月11日       | 2020年10月24日 | 罪作りな母の愛    | 酒井信行 |
| 最終話 | 12月18日       | 2020年10月31日 | さらば鶴之助      | 酒井信行 |

### 第2期
| 各回   | 放送日         | 放送日         | サブタイトル     | 演出     |
| 各回   | BSP            | 総合           | サブタイトル     | 演出     |
| ------ | -------------- | -------------- | ---------------- | -------- |
| 第1回  | 2016年11月11日 | 2020年11月 7日 | 女剣士と子育て侍 | 酒井信行 |
| 第2回  | 11月18日       | 11月14日       | さらわれた赤ん坊 | 酒井信行 |
| 第3回  | 11月25日       | 11月21日       | おぶんの涙       | 清水一彦 |
| 第4回  | 12月02日       | 12月05日       | 十手の誇り       | 清水一彦 |
| 第5回  | 12月09日       | 12月12日       | まことの親子     | 清水一彦 |
| 第6回  | 12月16日       | 12月19日       | 約束の白い花     | 酒井信行 |
| 最終回 | 12月23日       | 12月26日       | 人質奪還大作戦   | 酒井信行 |